# Hibbertia spathulata
Hibbertia spathulata är en tvåhjärtbladig växtart. Hibbertia spathulata ingår i släktet Hibbertia och familjen Dilleniaceae.

## Underarter
Arten delas in i följande underarter:
- H. s. pleioclada
- H. s. spathulata